# مايك فلانغن (لاعب كرة قدم أمريكية)
مايك فلانغن (بالإنجليزية: Mike Flanagan)‏ هو لاعب كرة قدم أمريكية أمريكي، ولد في 10 نوفمبر 1973 في واشنطن العاصمة في الولايات المتحدة.

## وصلات خارجية
- مايك فلانغن على موقع مرجع كرة القدم المحترفة.كوم (الإنجليزية)